# Idylla (grafika)

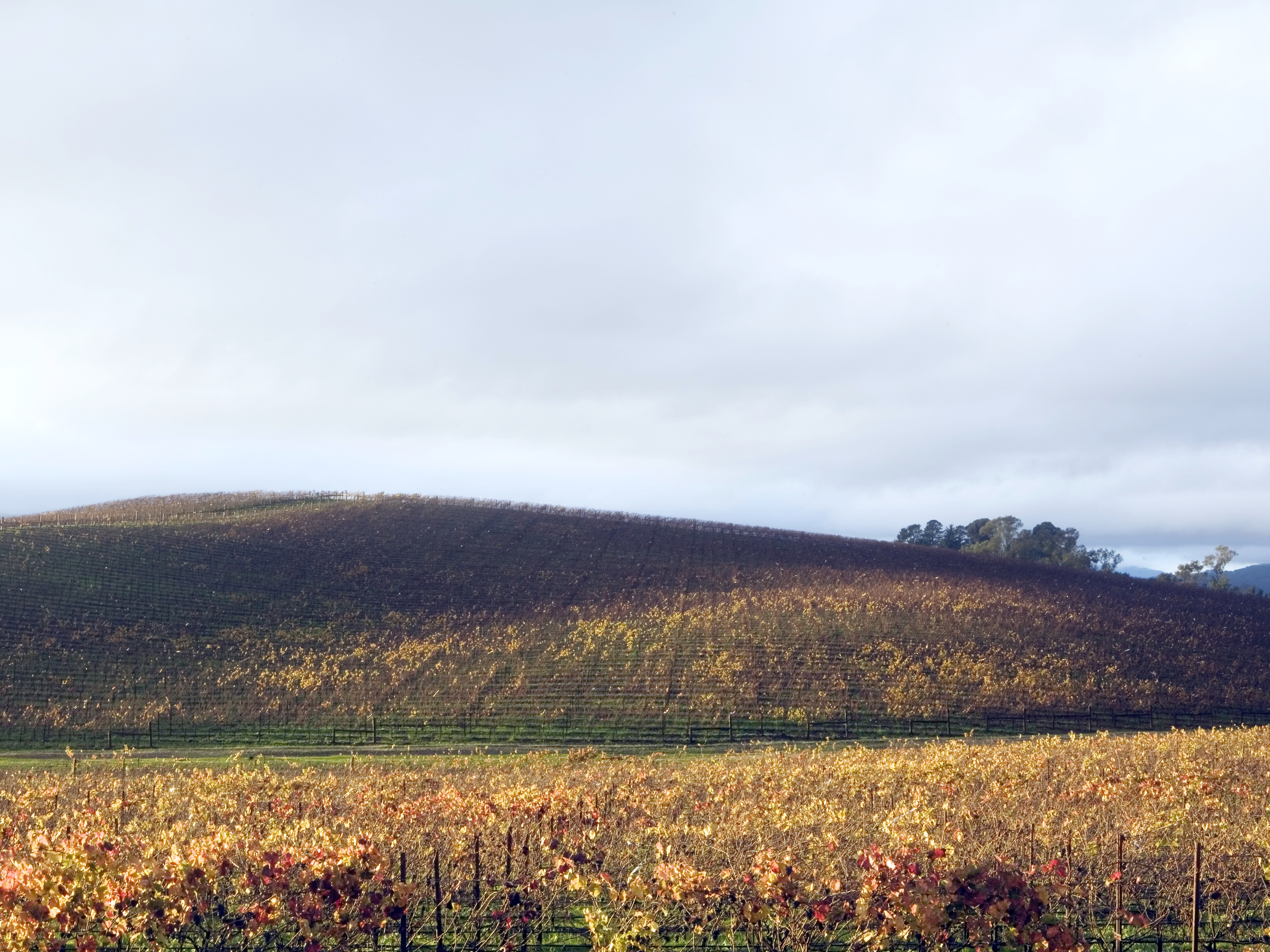
Zdjęcie wzgórza wykonane w listopadzie 2006

Histogram kolorów w grafice

Idylla (org. Bliss) – nazwa rastrowej grafiki w formacie BMP dołączanej do systemu Windows XP. Grafika, służąca jako domyślne tło pulpitu w stylu „Luna” dla WinXP, przedstawia zielone wzgórze i niebieskie niebo z chmurami typu stratocumulus i cirrus. Krajobraz został sfotografowany w hrabstwie Sonoma w Kalifornii, na południowy wschód od Sonoma Valley i po późniejszym zeskanowaniu odbitki nie była ona poddawana obróbce cyfrowej.
Zdjęcie zrobił zawodowy fotograf Charles O’Rear, mieszkaniec St. Helena w hrabstwie Napa, dla firmy HightTurn. O’Rear wykonywał także fotografie dla firmy Corbis, należącej do Billa Gatesa, oraz zdjęcia Napa Valley AVA do artykułu Napa, Valley of the Vine, opublikowanego w czasopiśmie National Geographic w maju 1979. Zdjęcie wzgórza, które zostało później użyte w systemie operacyjnym Windows XP, zrobił 24 czerwca 1996 w pobliżu drogi stanowej 12/121.
Motyw zielonego wzgórza i błękitnego nieba, uwidoczniony na fotografii O’Reara, został także wykorzystany w 2001 w telewizyjnym spocie reklamowym Microsoftu, promującym Windows XP.
W holenderskiej wersji systemu Windows XP grafika nazywa się Ireland (pol. Irlandia), mimo wykonania zdjęcia w Kalifornii.

## Odniesienia w kulturze
W listopadzie 2006 artyści Simon Goldin i Jakob Senneby (znani jako „Goldin+Senneby”) odwiedzili Sonoma Valley, gdzie zostało zrobione zdjęcie „Bliss” i ponownie sfotografowali to samo wzgórze (10 lat po wykonaniu oryginalnej fotografii). Ich pracę, zatytułowaną After Microsoft pokazano po raz pierwszy na wystawie Paris was Yesterday w galerii „La Vitrine” w kwietniu 2007 w Paryżu.